# Régis Dorn
Régis Cyril Dorn (Ingwiller, 22 december 1979) is een Frans voormalig voetballer die hoofdzakelijk als aanvaller speelde. Hij was in het seizoen 2009/2010 topscorer van de 3. Liga toen hij voor SV Sandhausen 22 doelpunten maakte in 34 wedstrijden.